# SGL Arena
A SGL Arena (antigamente Augsburg Arena e impuls arena) é um estádio de futebol da cidade de Augsburgo, na Alemanha. Foi inaugurado em 26 de julho de 2009, pertence a empresa FC Augsburg Stadion GmbH e é a casa do clube Fußball-Club Augsburg 1907, que disputa o Campeonato Alemão de Futebol. O estádio tem capacidade para 30.660 pessoas.
Desde a temporada de 2011/2012 passou a se chamar SGL Arena num contrato de naming rights com SGL Carbon, uma empresa produtora de produtos de carbono.
O Rosenaustadion, antigo estádio do clube local, é mantido servindo principalmente como área de treino e outros fins.

## Eventos notórios
- Copa do Mundo de Futebol Feminino Sub-20 de 2010
- Supercopa da Alemanha (final de 2010)[2]
- Copa do Mundo de Futebol Feminino de 2011